# Втора македонска ударна бригада
Втора македонска тиквешка народоосвободителна ударна бригада е комунистическа партизанска единица във Вардарска Македония, участвала в така наречената Народоосвободителна войска на Македония.

## Дейност
Създадена е на 20 декември 1943 година в село Фущани край Кожух планина. В нея влизат 480 бойци от Народоосвободителния батальон „Страшо Пинджур“, от Втори батальон на трета оперативна зона на НОВ и ПОМ и войнишкия батальон „Христо Ботев“, който по-късно на 23 декември излиза от състава ѝ. Командир на бригадата е Диме Туриманджовски. Бригадата води сражения в Тиквешко, Мъгленско, Гевгелийско, Мариовско и Прилепско като нараства до 1200 души. Тогава два от батальоните и се отделят и се присъединяват към пета и седма македонски ударни бригади в средата на август 1944 година. Скоро след това втора бригада се влива в 41-ва македонска дивизия на НОВЮ и участва в операции по овладяването на Прилеп и Кичево между 15 – 18 ноември 1944 година. В средата на декември е прикачена към 48-а македонска дивизия на НОВЮ, която през януари 1945 година влиза в Първа армия на НОВЮ, която участва в сраженията на Сремския фронт в Хърватия и Словения. През юни 1945 година е разформирована. Бригадата има свой вестник „Народна борба“.

## Командване[2]
- Диме Туриманджовски – командир (от 20 декември 1943 до края на май 1944); началник-щаб (от юни 1944)
- Методи Поповски – командир (от юни 1944 до 25 август 1944)
- подпоручик Наум Веслиевски – Овчарят – командир (от 25 август 1944 до 25 септември 1944 по наредба на Главния щаб от 6 август)
- Живоин Росич – командир (от 25 септември 1944 до 17 октомври 1944)
- Ванде Лазаревски – Тунелот – командир (от 17 октомври 1944 до 17 декември 1944)
- Пецо Гудевски – командир (от 17 декември 1944 до 1 март 1945)
- майор Раде Попович – Душко – командир (от 1 март 1945)
- Лазар Калайджийски – заместник-командир (от 19 декември 1943 до август 1944)
- Димо Поцев – Ико – заместник-командир (от 25 август 1944 до септември 1944)
- Боро Златевски – заместник-командир (от септември 1944 до 1 март 1945)
- Ристо Бужаровски – заместник-командир (от 1 март 1945)
- Трифон Балкански – политически комисар (от 20 декември 1943 до март 1944)
- Наум Наумовски – политически комисар (от март 1944 до 25 август 1944)
- Стоян Бочваровски – Бочвар – политически комисар (от 25 август 1944 до септември 1944)
- Ристо Стояновски – Железни – политически комисар (от септември 1944 до 17 октомври 1944; от март 1945 втори път)
- Илия Андреевски – Кагин – политически комисар (от 17 октомври 1944 до март 1945); заместник-политически комисар (от 25 август 1944 до 17 октомври 1944)
- Мито Хадживасилев – заместник-политически комисар (20 декември 1943 до май 1944; втори път от 19 декември 1944)
- Коце Стояновски – заместник-политически комисар (от май 1944 до 25 август 1944)
- Атанас Кардуловски – Сакя – заместник-политически комисар (от 17 октомври 1944 до 19 декември 1944)
- Петър Пепелюговски – заместник-политически комисар (от 1 март 1944 до май 1944)
- Ели Аргировска – заместник-политически комисар
- Гьоре Дамевски, политически комисар на батальон
- Нико Фундали
- Фана Кочовска
- Димитър Берберовски – командир на чета
- Велко Спирковски
- Павле Игновски
- Димитър Стоянов - Мире
- Ангел Чемерски
- Кемал Сейфула – младежки ръководител
- Панчо Топличанец – началник-щаб (от 17 октомври 1944)
- Милан Кръстевски – началник-щаб (до 1 март 1945)
- Димче Марияновски – Осоговски – началник-щаб (от 1 март 1945)